# Brigitte Borja de Mozota
Pour les articles homonymes, voir Borja.
Brigitte Borja de Mozota, née en 1945 à Paris est une chercheuse en sciences de gestion, reconnue pour ses travaux sur le design management.

## Biographie
Elle obtient une licence (1966) et une maîtrise en sciences économiques (1968) à l'Université de Paris puis une maîtrise d'anglais à l'Institut catholique (1969) avant  de travailler au grand magasin Le Printemps comme acheteuse en mode et décoration de 1969 à 1976. En 1977, elle créé l'entreprise America Designers d'import-export de cadeaux vers les États-Unis après avoir débuté un enseignement en gestion à l'Institut Universitaire de Technologie (IUT) de l'Université Paris V Descartes l'année précédente. Elle délaisse en 1982 son activité commerciale pour s'engager dans la voie académique en vue de la préparation d'un doctorat. De 1982 à 1984, elle étudie en parallèle le design à l'École nationale supérieure de création industrielle (ENSCI), qui vient d'ouvrir, ce qui lui permet d'approfondir ses connaissances dans le domaine de l'objet industriel. 
Elle soutient en 1985 la première thèse en France sur le design en sciences de gestion Université Paris I. Elle est recrutée l'année suivante comme enseignante titulaire à l'IUT de l'Université Paris V Descartes. 
Elle devient par la suite la représentante française de comité design et modèle de l'Office de l'harmonisation dans le marché intérieur (OHMI).  
En 2000, elle soutient une Habilitation à diriger des recherches à l'Université de Versailles-Saint Quentin-en-Yvelines et est élue l'année suivante maître de conférences en sciences de gestion à l'Université Paris X Nanterre, fonction qu'elle conservera jusqu'à son départ à la retraite en 2008.  

## Design management
Le 1er septembre 2006, à l’initiative de Brigitte Borja de Mozota, Alain Findeli, et Georges Schambach, est constitué à Nîmes un réseau francophone de chercheurs en design. Sept ans après, le 2 décembre 2013, est fondée, dans les locaux de l’Université de Nîmes, une association loi de 1901 intitulée Les Ateliers de la Recherche en Design (ARD). Cette association réunit, une à deux fois par an, des chercheurs francophones en design (universitaires, enseignants-chercheurs, chercheurs, docteurs, doctorants, enseignants, étudiants, professionnels…) mais aussi toutes les personnes qui, par leur pratique, leurs études, leurs projets ou leurs affinités intellectuelles, manifestent un intérêt pour la recherche en design. 
Aux États-Unis, Brigitte Borja de Mozota préside le Forum International de la Recherche en Design Management organisé par le Design Management Institute ainsi que le Research Avisory Council. Elle est également éditeur en chef de l'Academic Revue du Design Management Institute.
En Europe Brigitte Borja de Mozota a été l'une des fondatrices du réseau Européen de la recherche en design (European Academy of Design " en 1993 .Ce réseau organise une conférence de recherche tous les deux ans et édite la revue de recherche Design Journal.Elle organise  en 2015 la conférence de Paris avec le Laboratoire LATI Université  Paris V .  
Brigitte Borja de Mozota a édité en 2001 le premier ouvrage de recherche sur le Design management, intitulé simplement Design Management et dressant le paysage global des conclusions des études menées sur le sujet, disponible en plusieurs langues.

## Publications
- Design - a Business Case: Thinking, Leading, and Managing by Design, Édition en Anglais | de Brigitte Borja de Mozota et Steinar Valade-Amland | 30 août 2020

- Quarante ans de recherche en design management : une revue de littérature et des pistes pour l’avenir, dans Sciences du Design 2018/1 (n° 7)
- Les compétences des designers en question : quelle alchimie ? Mourad Chouki, Brigitte Borja de Mozota, Sybille Persson, dans Management & Avenir 2018/1 (N° 99)
- Les compétences spécifiques des designers entrepreneurs, Brigitte Borja de Mozota, Mourad Chouki, dans Entreprendre & Innover 2016/3 (n° 30)
- Quand le design... crée de la valeur pour l'entreprise: Design impact de Philippe Picaud (Auteur), Tiphaine Igigabel (Auteur), et  Brigitte Borja de Mozota (Auteur), Christophe Rebours (Auteur), Alain Cadix (Préface) 1 novembre 2015

- Gestao Do Design Usando O Design Para Construir Valor De Marca E Inovação Corporativa (Em Portuguese do Brasil) Édition en Portugais brésilien | de Brigitte Borja De Mozota, 1 janvier 2011
- Tasarım Yönetimi de Brigitte Borja De Mozota | 31 décembre 2004
- Design Management: Using Design to Build Brand Value and Corporate Innovation, Édition en Anglais | de Brigitte Borja De Mozota | 1 août 2003

- Design management, 2001 aux Éditions d'Organisation.

## Sources
- Biographie